# Филиппи, Филиппо
Филиппо Филиппи (итал. Filippo Filippi; 13 января 1830, Виченца — 24 июня 1887, Милан) — итальянский музыкальный критик.
В юности учился игре на фортепиано и органе. Окончив юридический факультет Падуанского университета, решил посвятить себя музыкальной критике — движимый желанием защитить от нападок своего любимого композитора Джузеппе Верди. В 1858—1862 гг. главный редактор «Миланской музыкальной газеты» (Gazzetta musicale di Milano), затем на протяжении 25 лет музыкальный критик газеты «La perseveranza». Известен, в частности, обширной перепиской с Верди, отчетами о важных событиях в его музыкальной биографии (в частности, Филиппи ездил в Каир на премьеру оперы «Аида», 1871).
Оставил автобиографию, ряд работ по истории музыки (в частности, об Алессандро Страделле), небольшие фортепианные пьесы и романсы.